# Ешбаєва Анжеліка Романівна
Анжеліка Ешбаєва (нар. 13 червня 2012, Чернігів) —  кіноакторка, модель

## Життєпис
Анжеліка Ешбаєва народилася 2012 року у Чернігові. У 2018 році пішла до першого класу Нової української школи у рідному місті.

## Творчість
Анжеліка Ешбаєва дебютувала у кіно у пятирічному віці. Вона зіграла роль Наташі (доньки головних героїв) у 4-х серійному фільмі «Біжи не оглядайся!». Також вона має досвід виступів рекламною моделлю у Silvestroff Studio.

### Фільмографія
| Рік  |   | Українська назва      | Оригінальна назва     | Роль                          |
| ---- | - | --------------------- | --------------------- | ----------------------------- |
| 2019 | с | Мама моєї доньки      | Мама моей дочери      | Аня, донька Олі               |
| 2018 | с | За три дні до кохання | За три дня до любви   | епізодична роль               |
| 2018 | с | «Лікар Ковальчук»     |                       | епізодична роль               |
| 2017 | с | Біжи, не оглядайся!   | Беги, не оглядывайся! | Наталя, донька Антона та Жені |